# Pallas (Finlande)
Pour les articles homonymes, voir Pallas.
Pallas est une petite station de sports d'hiver située en  Finlande, sur le territoire de la commune de Muonio et près de Pallastunturi, dans la région de Laponie.

## Domaine skiable
Le dénivelé maximal est de 340 mètres. La plus longue piste mesure 2 400 mètres.